# Leuchtenberg
Leuchtenberg é um município da Alemanha, no distrito de Neustadt an der Waldnaab, na região administrativa de Oberpfalz, estado de Baviera.
Basicamente é uma população nas proximidades da cidade independente de Weiden no Oberpfalz der, e é uma região histórica da Alemanha antigamente regida pelo Landgrave de Leuchtenberg.
Essa região adquiriu visibilidade após ser adquirida por Eugène de Beauharnais, (vice-rei da Itália, Príncipe de Veneza, herdeiro do Grão-Ducado de Frankfurt, I Príncipe de Eichstätt), filho adotivo de Napoleão Bonaparte. O Duque de Leuchtenberg,  foi criado em 14 de novembro de 1817 por seu sogro Maximiliano I de Baviera.

## Landgraves de Leuchtenberg

### Leuchtenberg
Geraldo I (? -1123)
Federico I (? -1146)
Geraldo II (1146-1170)
Marquardo (1146-1167)
Geraldo III (1170-1244)
Diepoldo I (1178-1209)
Diepoldo II (1217-1244)
Federico II (1243-1284)
Geraldo IV (1243-1279)
Geraldo VI (1280-1293)
Ulrico I (1293-1334)
Ulrico II (1334-1378)
Alberto I (1378-1398)
João IV (1398-1428)
Ulrico III (1398-1415)
Leopoldo (1411-1443)
Federico IV (1443-1487)
Luís (1459-1486)
João V (1487-1531)
João VI (1531-1572)
Jorge III (1531-1555)
Cristóvão (1531-1554)
Luís Henrique (1555-1567)
Jorge Luís (1567-1613)
Guilherme (1613-1618)
Rodolfo Felipe (1618-1633)
Maximiliano Adán (1633-1646)

### Dinastia de Wittelsbach
Alberto II (1646-1666)
Maximiliano Felipe (1666-1705)

### Dinastia de Lamberg
Leopoldo Matias (1708-1711)
Francisco José (1711-1712)
Francisco Antônio (1712-1714)

### Dinastia de Wittelsbach
Fernando Maria (1714-1738)
Clemente Francisco (1738-1770)
A Baviera (1770-1814)

### Dinastia de Beauharnais
Eugênio I (1814-1824)
Augusto (1824-1835)
Maximiliano (1835-1852)
Nicolau (1852-1890)
Eugênio II (1890-1901)
Jorge (1901-1912)
Alexandre (1912-1918)